# Mandelolja
Mandelolja (CAS-nr 90320-37-9) är en fet, något klibbig, icke torkande olja som utvinns ur söt- och bittermandel.

## Framställning
Pressning av de rensade och krossade mandlarna sker först i kall miljö (<30 °C), varefter pressresterna varmpressas. Vanligen skiljs söt- och bittermandel åt beroende på hur pressresterna skall användas. Sötmandel ger ca 45 % och bittermandel ca 38 % olja. Oljan har ungefär samma värde, men olja av bittermandel blir dock lättare härsken.
Mandelolja förfalskas ibland med vallmofröolja, sesamolja, nötolja, bomullsfröolja samt persiko- och aprikoskärnolja. De två senare står mandeloljan mycket nära och tillverkas i stor skala i Italien, Spanien och Sydfrankrike.

## Egenskaper
Mandelolja är klart ljusgul med behaglig smak och nästan utan lukt. Den är något mera tunnflytande än olivolja, blir oklar vid –16 °C och stelnar vid –20 °C.
Oljan består till största delen av olein och innehåller endast små mängder av fasta fettsyror. Den är lättlöslig i eter och kloroform, men olöslig i vatten.

## Användning
Mandelolja används till framställning av kosmetiska preparat och inom medicinen.
Pressresterna av sötmandlar, som fortfarande innehåller en mindre mängd olja, används för tillverkning av hudvårdsmedel. Pressrester från bittermandel utnyttjas för framställning bensaldehyd och bittermandelvatten.